# Maraenobiotus fontinaloides
Maraenobiotus fontinaloides is een eenoogkreeftjessoort uit de familie van de Canthocamptidae. De wetenschappelijke naam van de soort is voor het eerst geldig gepubliceerd in 1960 door Löffler.